# Brisgauviens

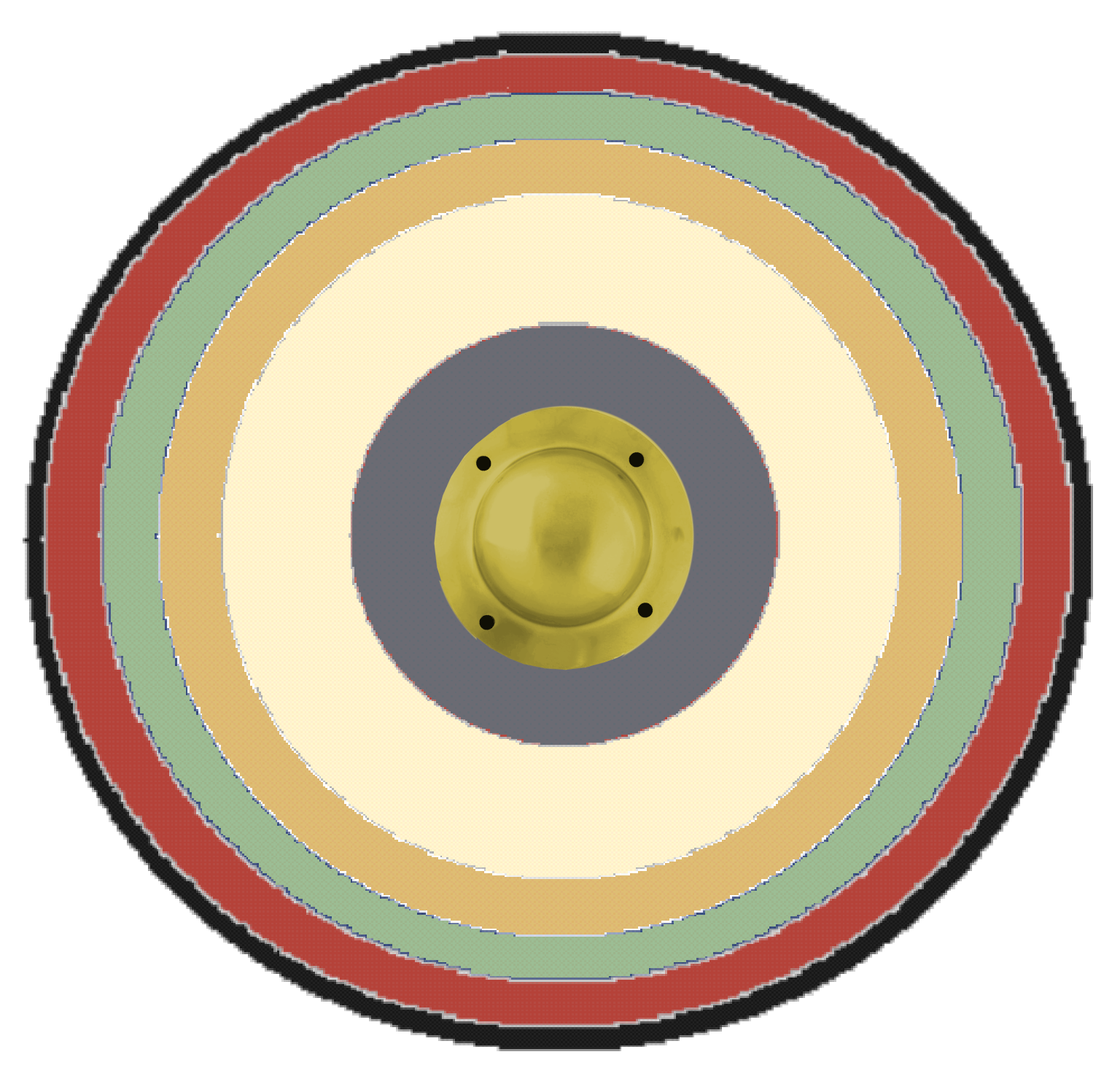
Motif de bouclier brisgauvien datant du Ve siècle.

Les Brisgauviens (en allemand Breisgauer, en latin Brisgavi ou Brisigavi) sont un peuple alémanique du IVe siècle occupant le Sud de la Forêt-Noire, dans le Sud-Ouest de l'Allemagne.
L'historien romain Ammien Marcellin écrivit en 354 que Vadomarius était le chef de la tribu des Brisgauviens. Il fut assassiné en l'an 368 par son propre peuple, influencé par les Romains.
Aujourd'hui le Sud de la Forêt-Noire dans le Pays de Bade est appelé Brisgau.